# Шулун-Хух
Хошун Шулун-Хух, или Чжэнлань-Ци (кит. упр. 正蓝旗, пиньинь  Zhènglán qí) — хошун аймака Шилин-Гол автономного района Внутренняя Монголия (КНР). Название хошуна означает «Чисто-синее знамя».

## История
Во времена Монгольской империи здесь располагалась Верхняя столица империи Юань.
Когда в первой половине XVII века чахарские монголы покорились маньчжурам, то последние ввели среди монголов свою восьмизнамённая систему, в результате чего образовалось четыре «чистых» «знамени» (по-монгольски — хошуна) и четыре «окаймлённых»; чахары не входили ни в какие чуулганы (объединения монгольских князей), а подчинялись напрямую маньчжурским властям. Официальным наименованием этих земель было Чахар-Цзои-Чжэнланьци (察哈尔左翼正蓝旗, «Чисто-синее знамя чахарского левого крыла»).
После Синьхайской революции эти земли вошли в состав Специального административного района Чахар (察哈尔特别区). В 1928 году Специальный административный район Чахар был преобразован в провинцию Чахар. После Второй мировой войны во время гражданской войны эти земли были ареной противоборства коммунистов и гоминьдановцев.
В 1950 году название хошуна было изменено на современное.

## Административное деление
Хошун Шулун-Хух делится на 3 посёлка и 4 сомона.